# Getty (유닉스)
getty("get tty"의 준말)는 물리적 터미널이나 가상 터미널(TTYs)을 관리하는 호스트 컴퓨터에서 실행되는 유닉스 프로그램이다. 연결을 감지하면 사용자 인증을 위해 사용자 이름을 물어본 다음 'login' 프로그램을 실행한다.
원래 전통적인 유닉스 시스템에서 getty는 호스트 컴퓨터에 연결된 일련의 터미널(텔레타이프 머신)로의 연결을 관리하였다. tty라는 이름은 부분적으로 텔레타이프(teletype)를 의미하지만 어떠한 종류의 터미널을 의미할 수도 있다. getty 프로세스는 하나의 터미널에 대해 서비스를 제공한다. 일부 시스템에서, 예를 들어 솔라리스에서 getty는 ttymon으로 대체되었다.
유닉스 계열 운영 체제를 구동하는 개인용 컴퓨터에서 원격 로그인 서비스를 제공하지 않는다고 하더라도 로컬 가상 콘솔에 로그인하는 수단으로 getty를 사용할 수 있다.
여러 ttys를 사이클링하는 일은 키 조합 Ctrl+Alt+F1 ~ F6을 통해 수행이 가능하다.
Ctrl+D 키 조합은 tty를 종료하는데 사용하기도 한다.
명령 줄 스타일 tty에서 X를 시작하는 일은 "startx" 명령어를 통해 수행할 수 있다.
login 프로그램 대신 getty는 그 밖의 모든 프로그램을 실행하기 위해 시스템 관리자에 의해 설정이 가능한데, 이를테면 전화 접속 인터넷 연결을 제공하기 위한 pppd(점대점 프로토콜 데몬)을 들 수 있다.

## 같이 보기
- 유닉스 명령어 목록
- 비지박스: getty를 제공
- GNU 코어 유틸리티 (stty를 구현)
- util-linux: getty를 제공